# I Will (chanson de Namie Amuro)
Pour les articles homonymes, voir I Will.
Singles de Namie Amuro
Say the Word
(2001) Wishing on the Same Star
(2002)
Singles par Namie Amuro & Verbal
Lovin' It
(2001)
I Will est le 19e single régulier de Namie Amuro sorti sur le label Avex Trax, ou le 21e sous son seul nom en comptant ceux sortis sur le label Toshiba-EMI.
Il sort le 14 février 2002 au Japon pour la Saint-Valentin, et atteint la 7e place du classement de l'Oricon. Il se vend à 37 680 exemplaires la première semaine, et reste classé pendant 9 semaines, pour un total de 95 120 ventes. C'est alors son single le moins vendu, et son premier single à se vendre à moins de 100 000 exemplaires.
Les paroles sont de Namie Amuro, et la musique de Hiroaki Hayama. La chanson-titre ne figurera que sur l'album compilation Love Enhanced - Single Collection.

## Liste des titres
| 1. | I WILL            | 6:43 |
| 2. | I WILL in L.A.    | 6:43 |
| 3. | I WILL with piano | 6:07 |
| 4. | I WILL not sing   | 6:41 |